# Jan Chrzciciel Luo Tingyin
Św. Jan Chrzciciel Luo Tingyin (chiń. 羅廷蔭若翰) (ur. 1825 r. w Qingyang, prowincja Kuejczou w Chinach – zm. 29 lipca 1861 r. w Qingyan, Kuejczou) – święty Kościoła katolickiego, męczennik.

## Życiorys
Urodził się w zamożnej rodzinie w Qingyang niedaleko Guiyang w prowincji Kuejczou. Otrzymał staranne wykształcenie, w tym pewną wiedzę medyczną, tak że później otworzył małą klinikę. Pewnego dnia gdy był w Shitouzhai i usłyszał kazanie głoszone na ulicy przez katolika. Zainteresowało go to. W efekcie nawrócił się i został ochrzczony. Jego przykład spowodował nawrócenie jego żony, rodziców i wszystkich domowników. W późniejszym czasie porzucił praktykę medyczną i zaczął prowadzić gospodarstwo niedaleko Yaojiaguan. Pomagał w budowie nowego seminarium, którego rektor ojciec Bai powierzył mu prowadzenie wszystkich spraw urzędowych.
W 1861 r. podczas prześladowań został aresztowany razem z Józefem Zhang Wenlan i Pawłem Chen Changpin. Uwięziono ich u starej opuszczonej świątyni, gdzie się ciężko rozchorował. 29 lipca przysłano od cesarza akt łaski, ale sędzia nie tylko opóźnił jego ogłoszenie, lecz wydał nakaz egzekucji. Trójka więźniów została ścięta razem z Martą Wang Luo Mande, która przynosiła im jedzenie do więzienia i przyłączyła się do nich w drodze na miejsce stracenia. Następnego dnia katolik Cheng Lelun zabrał ich ciała, żeby je pochować w seminarium.

## Dzień wspomnienia
9 lipca w grupie 120 męczenników chińskich.

## Proces beatyfikacyjny i kanonizacyjny
Razem z Józefem Zhang Wenlan, Pawłem Chen Changpin i Martą Wang Luo Mande należy do grupy męczenników z Qingyanzhen (prowincja Kuejczou). Zostali oni beatyfikowani 2 maja 1909 r. przez Piusa X. Kanonizowani w grupie 120 męczenników chińskich 1 października 2000 r. przez Jana Pawła II.